# Schansügirow

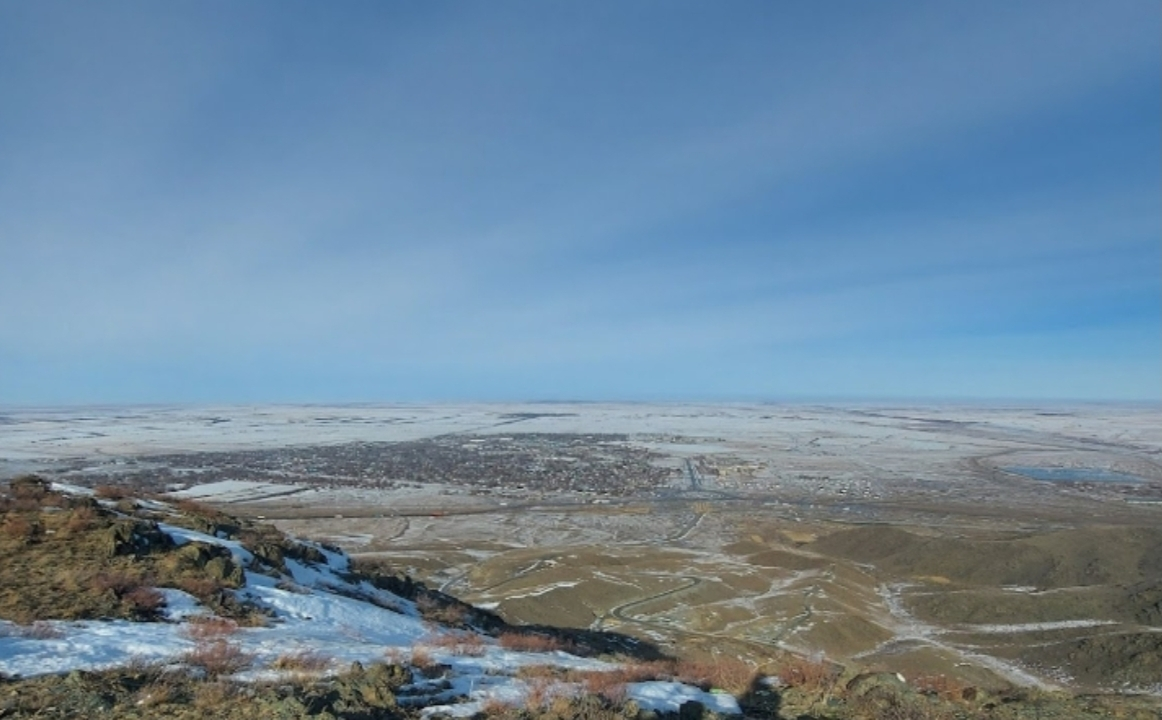
Schansügirow aus südöstlicher Richtung gesehen

Schansügirow (kasachisch Жансүгіров, russisch Жансугуров Schansugurow) ist ein Ort in Kasachstan.

## Geografie
Der Ort liegt im Südosten Kasachstans etwa 100 Kilometer östlich von Taldyqorghan am nördlichen Fuße des Dsungarischen Alatau, einem Hochgebirge auf der Grenze von Kasachstan zu China. Am östlichen Ortsrand durchfließt der Aqsu die Region, dessen Wasser für die Bewässerung der zahlreichen landwirtschaftlichen Flächen der Region rund um Schansügirow genutzt wird. Der Ort ist das Verwaltungszentrum des Audan Aqsu.

## Geschichte
Schansügirow wurde in den 1850er Jahren durch Stepan Abakumow, einen Kosaken und Naturforscher, gegründet. Es war zuerst eine Kosakensiedlung, später wurde es ein Dorf, das zu Ehren von Stepan Abakumow nach ihm benannt wurde und den Namen Abakumowka (Абакумовка) trug. In den 1930er Jahren wurde hier eine der ersten Kollektivfarmen der Region gegründet.
Das größte Unternehmen von Schansügirow war eine Zuckerfabrik, die nach dem Zusammenbruch der Sowjetunion verfiel schließlich geschlossen wurde. Die Überreste der Fabrik befinden sich noch immer am nordöstlichen Ortsrand. 1966 wurde Abakumowka zu Ehren des kasachischen Dichters und Schriftsteller Ilijas Schansügirow nach ihm benannt.
Bis 2013 war Schansügirow eine städtische Siedlung, seitdem hat es den Status eines Dorfes.

## Bevölkerung
Bei der Volkszählung 1999 hatte Schansügirow 8.830 Einwohner. Die Volkszählung 2009 ergab für den Ort eine Einwohnerzahl von 8.288. Bei der letzten Volkszählung 2021 lebten 10.024 Menschen in Schansügirow. Die Fortschreibung der Bevölkerungszahl ergab zum 1. Januar 2025 eine Einwohnerzahl von 9609.
| Einwohnerentwicklung               | Einwohnerentwicklung | Einwohnerentwicklung | Einwohnerentwicklung | Einwohnerentwicklung | Einwohnerentwicklung |
| 1970                               | 1979                 | 1989                 | 1999                 | 2009                 | 2021                 |
| ---------------------------------- | -------------------- | -------------------- | -------------------- | -------------------- | -------------------- |
| 13.603                             | 10.585               | 12.454               | 8.830                | 8.288                | 10.024               |
| Anmerkung: Volkszählungsergebnisse |                      |                      |                      |                      |                      |

## Wirtschaft und Verkehr
Der Ort liegt an der Fernstraße A3, einer wichtigen Nord-Süd-Verbindung im Osten Kasachstans. Sie führt in südlicher Richtung über Qonajew nach Almaty; in Richtung Norden gelangt man über Ajagös nach Öskemen.

## Söhne und Töchter des Ortes
- Asqat Schitkejew (* 1981), Judoka